# Lago Arvo
Il lago Arvo è un lago artificiale situato in provincia di Cosenza, fra i monti Melillo e Cardoneto, territorialmente compreso tra i comuni di Aprigliano e San Giovanni  in Fiore.
Con una capacità di circa 70 milioni di metri cubi di acqua e una lunghezza di 8,7 km, in Calabria questo lago è il secondo in grandezza dopo il lago Cecita. Il lago è collegato con il lago Ampollino tramite una condotta in galleria.
La riva nord è frastagliata, mentre quella sud più rettilinea. Il fondale è coperto principalmente di sabbia e ciottoli.

## Origine
Questo lago fu creato tra il 1927 e il 1931 sbarrando il fiume Arvo e i ruscelli Bufalo e Fiego allo scopo di creare un bacino idroelettrico.

## Caratteristiche
Il lago Arvo venne realizzato in un'area paludosa, mediante sbarramento tramite diga in terra compatta (unica in Calabria). Attualmente il lago ha una capacità che varia tra i 70 e gli 80 milioni di metri cubi, mentre la lunghezza diametrale è di circa 8,7 km per un perimetro totale di 24 km. In virtù di a queste caratteristiche il lago si presta bene a gare di canottaggio, ed è previsto il completamento del Centro olimpico di canottaggio.
Diga
La diga del lago Arvo è unica nel suo genere in Calabria, in quanto realizzata non in cemento armato e calcestruzzo, bensì in argilla e terra compatta. Lunga 280 m (record di quel tempo), e alta 22 m, all'epoca della sua realizzazione era la più lunga e grande diga costruita in Italia.
Il progetto della diga, completamente rivoluzionario per quell'epoca, poté essere attuato grazie alle caratteristiche del bacino idrico, meno ripido rispetto agli altri bacini silani, e quindi esercitante una minor pressione sulla diga stessa. A fine lavori, terminati nel 1932, la diga e tutto il suo complesso vennero inaugurati dai principi Umberto di Savoia e Maria José.

## Flora e fauna
Nelle sue acque vivono trote, persici reali, anguille, cavedani, tinche, carpe e ciprinidi minori come scardole, triotti, alborelle e carassi
È possibile avvistare, tutte le stagioni dell'anno, il gabbiano reale, che risale dalle marine fino al cuore della Sila, attraverso le valli dei fiumi; quest'uccello, nidifica sul Lago Arvo, nei pressi di un isolotto situato nel comune di Aprigliano, con alcune decine di coppie ormai da parecchi anni, rappresentando di fatto, un interessante dato ornitologico, in quanto queste riproduzioni sono tra quelle alle quote più elevate del Paese.. 
Altri uccelli frequenti sono lo Svasso maggiore, il Germano reale, la Folaga, l'Airone cenerino e pur se di rado, durante i periodi migratori, sono stati avvistati anche il Falco pescatore e il Cavaliere d'Italia. Nei vasti boschi circostanti al lago vivono il Lupo, il Capriolo, il Cinghiale, la Martora, il Tasso, la Volpe, la Faina, il Picchio nero, la Poiana, l'Astore, la lepre e tante altre diverse specie tipiche dell'ambiente silano. Sulla presenza della Lontra sono in corso studi da parte dell'Ente Parco Nazionale della Sila, secondo diverse testimonianze storiche, un tempo era presente anche nel bacino dell'Arvo. 
Purtroppo il recente progetto della società A2A di svuotare totalmente il bacino mette in grave pericolo l'intera fauna del lago Arvo. Lo svaso, annunciato per il mese di ottobre del 2013 dalla società si rende necessario per opere di manutenzione. Come già avvenuto in occasione dello svaso totale del lago Passante, lo svuotamento dell'Arvo costituirebbe la morte certa di tutta la fauna ittica e della flora che vive ai margini dell'invaso.

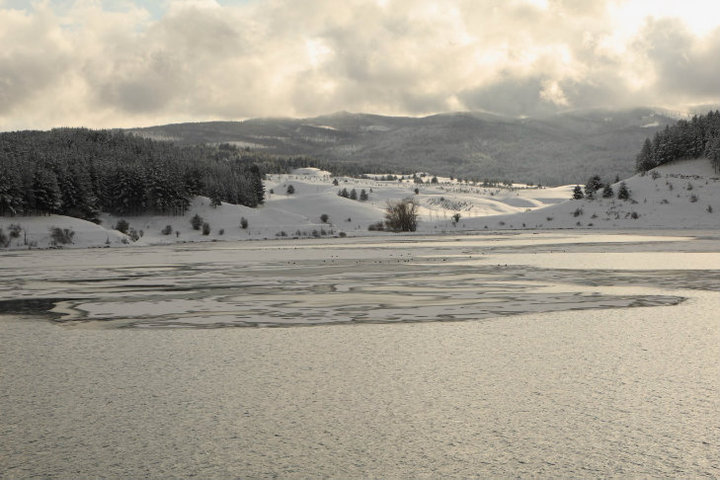
Il lago ghiacciato durante l'inverno

## Storia
Le prime testimonianze umane in Sila risalgono all'homo erectus (circa 700.000 anni da oggi) e sono state individuate sulle sponde del lago Arvo dall'archeologo Italo Biddittu. Altre testimonianze, sulle rive dello stesso lago, risalgono all'uomo di Neandertal.
Tra la fine del neolitico e l'inizio dell'età del rame (3800-3300 a.C.), tutta la Sila venne occupata da insediamenti di agricoltori e pescatori che sfruttavano le antiche conche lacustri (Arvo e Cecita) con un particolare metodo di pesca con la rete.

## Galleria d'immagini

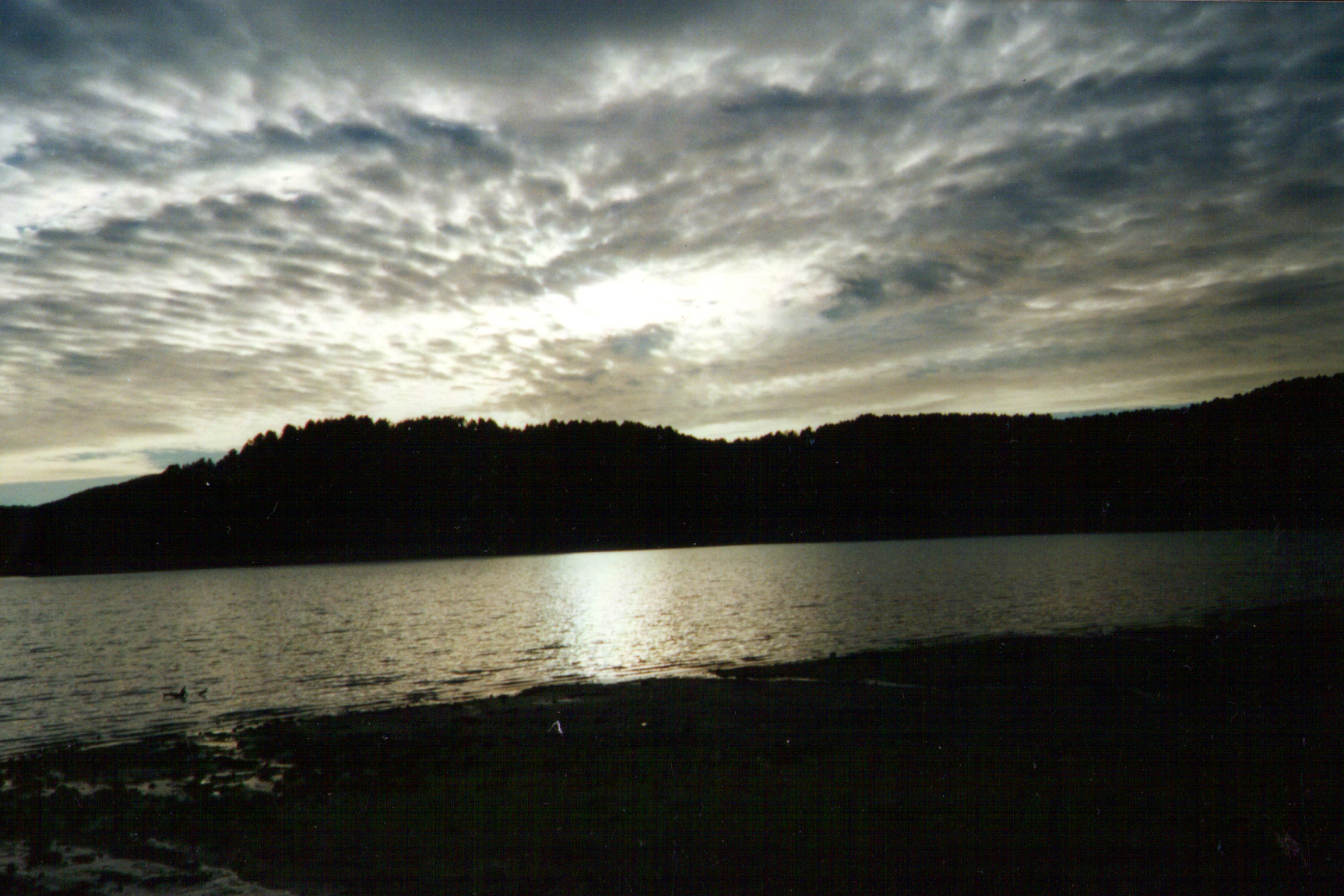
Lago Arvo al tramonto
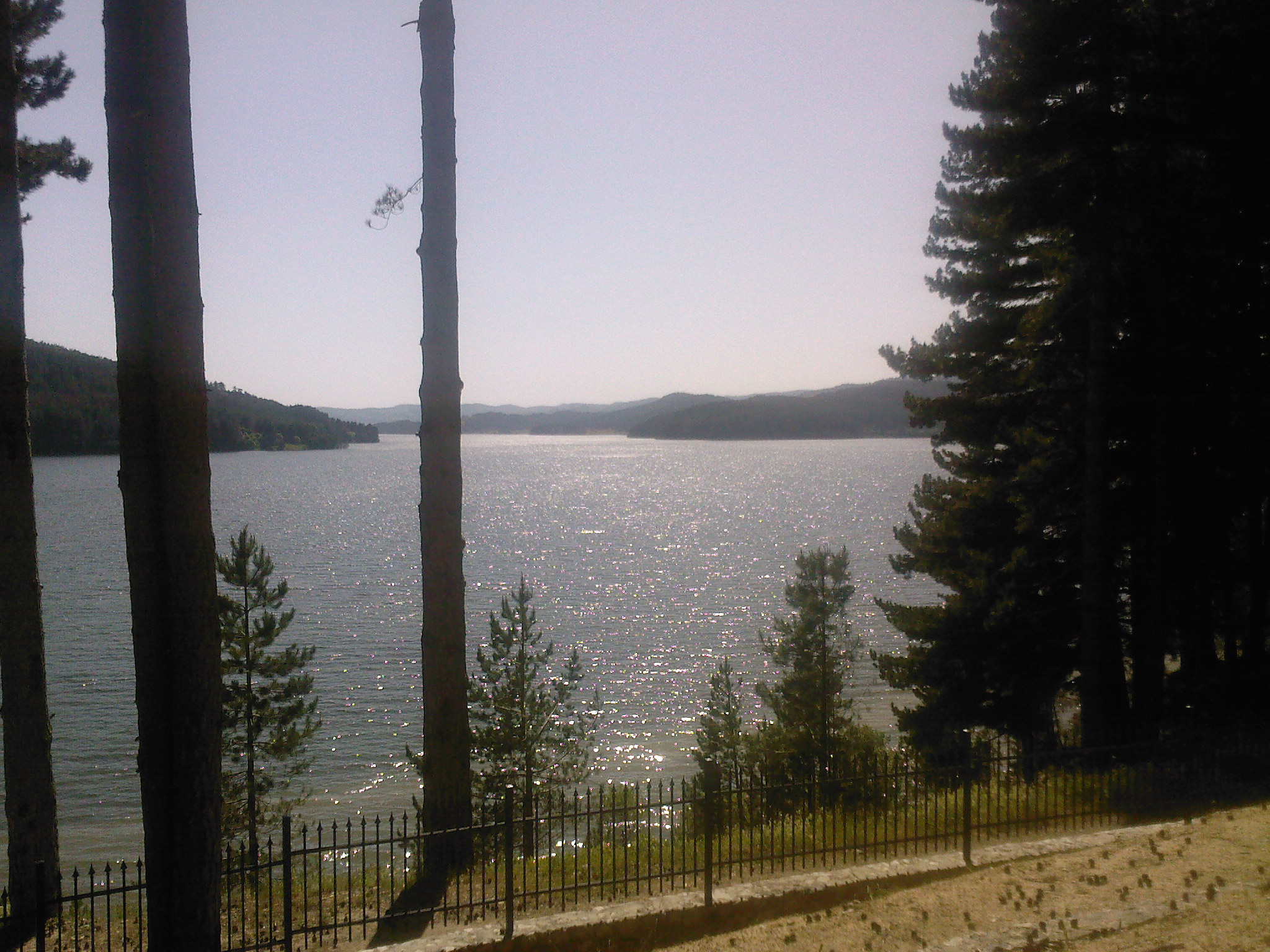
Lago Arvo visto dalla sede del Parco nazionale della Sila
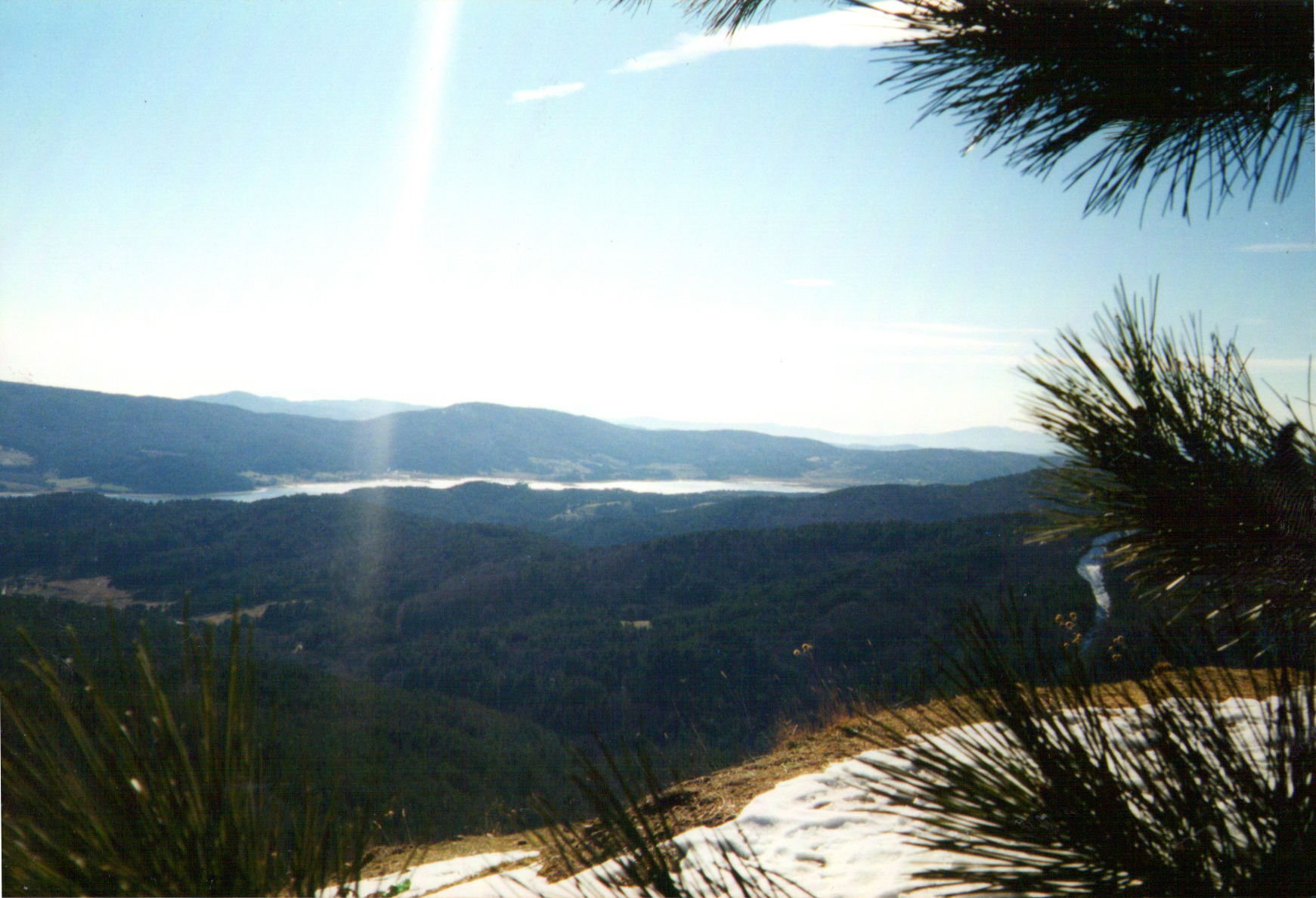
Lago Arvo visto dalla strada delle vette

## Isole
Nel lago è presente un'isola formata da un monte, che, in seguito al riempimento del bacino è rimasto in parte emerso.

## Collegamenti stradali
Il lago è costeggiato dalla strada statale 108bis.